# غطاء رأس المصارعة

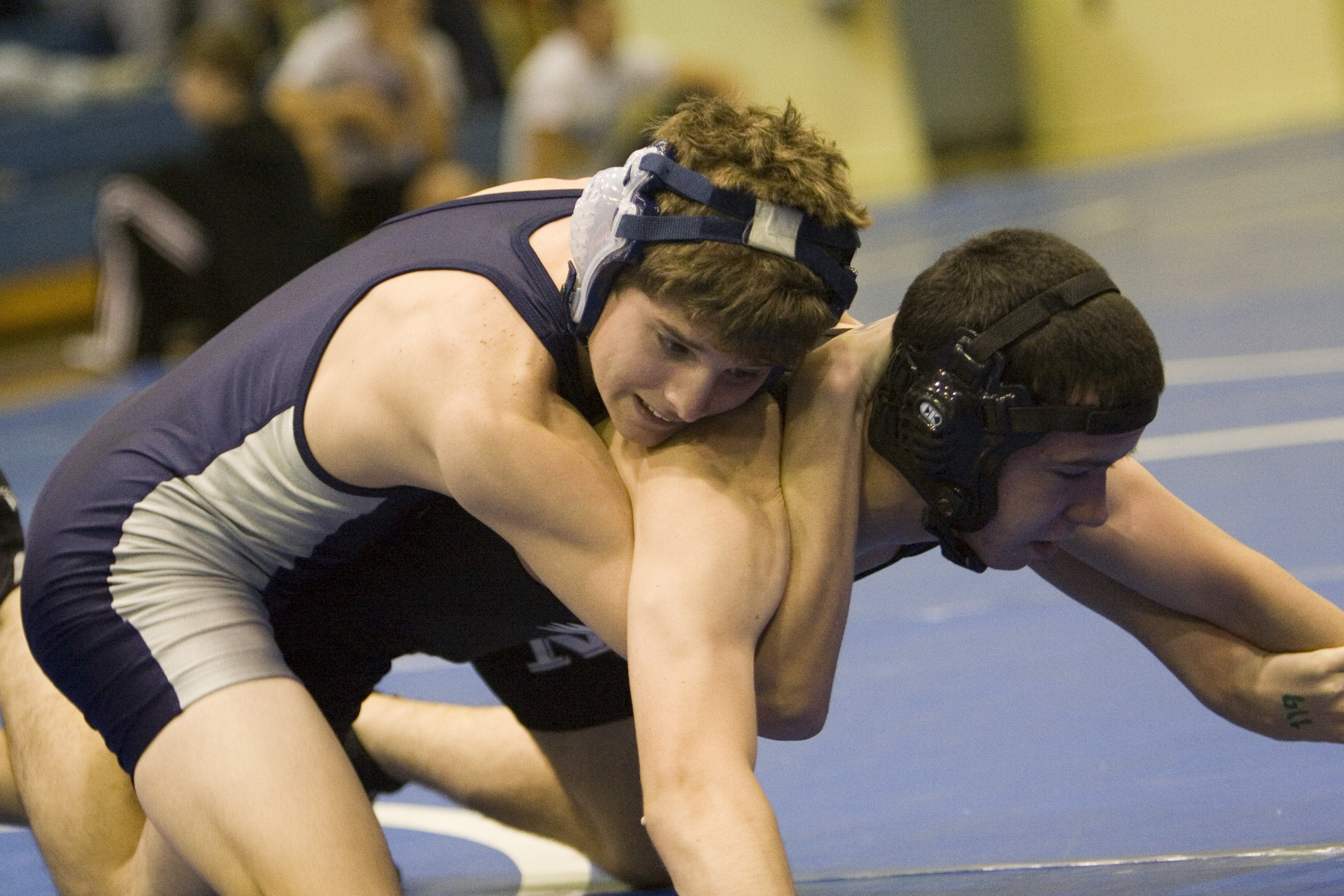
يرتدي المصارعان المدرسيان (الجامعيان) المشاهدان هنا أغطية رأس واقية في مباراة في المدرسة الثانوية.

غطاء رأس المصارعة هو الواقي الذي يرتديه الشخص على الأذنين والذقن أثناء مباريات المصارعة .

## الوصف
الغرض الرئيسي من غطاء الرأس هو حماية آذان المصارع وليس رأسه بالتحديد كما يوحي الاسم. لذا يطلق على أداوات غطاء رأس المصارعة حراس الأذن أو واقيات الأذن. غالبًا ما يغطي غطاء الرأس آذان مرتديه، وله حزامان خلف الرأس، واثنان يمتدان فوق الجزء الأمامي والجزء العلوي من الرأس، وحزام واحد يمر أسفل الذقن (وفي بعض الحالات يصل الحزام إلى الذقن). غالبًا ما تكون أغطية الرأس مصنوعة من البلاستيك المتين والفيلكرو.

## السبب
صُمِّم غطاء رأس المصارعة لحماية مرتديه من الإصابة طويلة المدى. يمكن أن يسبب الضرب المستمر على آذان المصارع في حالة عدم ارتداء غطاء الرأس انفجار الأوعية الدموية في الأذنين. لا تسبب هذه الأنواع من الإصابات أي نزيف خارجي. ومع ذلك تبدأ أكياس الدم المؤلمة جدًا في التكون داخل الأذنين مما يؤدي غالبًا إلى تشوه دائم في الأذنين. تُعرف هذه الحالة باسم أذن قرنبيطية . يتطلب علاج الأذن القرنبيطية من المصارع مراجعة الطبيب الذي سيقوم بعد ذلك بتصريف الدم من الأذن عن طريق إبرة. قد يحتاج المصارع إلى زيارة جراح تجميل لإصلاح و/أو علاج الأذن القرنبيطية.

## استخدام إلزامي أو اختياري
يجب ارتداء غطاء الرأس في مصارعة المدارس الثانوية والكليات في الولايات المتحدة.   بينما في كندا وفي المنافسة الدولية (المصارعة الحرة والمصارعة اليونانية الرومانية ) يُسمح بارتداء غطاء الرأس ولكنه غير إلزامي. 
في بعض الحالات إذا كان المصارع يعاني من مشاكل في الوجه -مثل تاريخ لكسر في الأنف أو المصارعة مع غرز في الوجه- فقد يكون لديه أيضًا خيار ارتداء قناع وجه متصل بغطاء الرأس. في الولايات المتحدة الأمريكية يجب أن يكون لدى المصارع ملاحظة من طبيب تفيد بأن قناع الوجه مطلوب. نظرًا لأن المدرب المنافس قادر على طلب هذه الوثائق قبل كل مباراة فمن المهم أن يحملها الرياضيون معهم بانتظام.
في الماضي في المستويات العليا والأولمبياد وبطولات العالم كان بإمكان المصارع الاحتجاج وسيتعين على خصمه إزالة غطاء رأسه. ولكن لم يعد هذا هو الحال الآن، ويتم السماح للمصارع بارتداء غطاء الرأس حتى إذا احتج خصمه.